# شائون پارکز
شائون پارکز انگلیسی: Shaun Parkes؛ زاده ۹ فوریه ۱۹۷۳) بازیگر اهل انگلستان است.
از جمله فیلم‌های معروفی که او در آن‌ها بازی کرده است می‌توان به بازگشت مومیایی اشاره کرد.

## زندگینامه
پارکس در ۱۶ سالگی در کالج سلتک ثبت نام کرد تا درام بخواند. دو سال بعد در RADA پذیرفته شد. پارکس که در هر دو نقش مکمل در تئاتر و تلویزیون بازی کرد، در فیلم ترافیک انسان در سال 1999 به موفقیت دست یافت. آثار او از آن زمان تاکنون شامل فیلم‌هایی مانند کلاب، مومیایی برمی‌گردد، کارهایی که قبل از 30 سالگی باید انجام دهید و یادداشت‌های تحسین‌شده در مورد یک رسوایی را شامل می‌شود. کارهای تلویزیونی شامل Lock، Stock...، Servants و Russell T Davies' Casanova و Doctor Who است.
پارکس به عنوان بازیگر تئاتر به حرفه خود ادامه داد. او در کنار دیوید ترلفال و نیل استوک در نمایشنامه جو پنهال آبی/نارنجی در وست اند و در آشپزخانه المینا اثر کوامه کوئی-آرمه و در نقش آرون در تیتوس آندرونیکوس در گلوب شکسپیر به ایفای نقش پرداخته است. پارکز همچنین در سریال پلیسی موزس جونز بی بی سی دو با بازیگران مکمل مت اسمیت به عنوان بازیگر نقش اول را بازی کرد.